# Demolition (주다스 프리스트의 음반)
| 전문가 평가      | 전문가 평가 |
| 평가 점수        | 평가 점수   |
| 출처             | 점수        |
| ---------------- | ----------- |
| AllMusic         | [ 2 ]       |
| Blabbermouth.net | 4/10        |
| Rolling Stone    | link        |
| Sputnikmusic     | 1.5/5       |

《Demolation》은 영국의 헤비 메탈 밴드 주다스 프리스트의 열네 번째 스튜디오 음반이자 2000년대의 첫 번째 음반이다. 이 음반은 팀 오언스가 보컬로 참여한 두 번째이자 마지막 스튜디오 음반이다. 또한 〈Machine Man〉, 〈Hell Is Home〉, 〈Metal Messiah〉 등 불경스러운 내용을 담은 곡들로 인해 음반 커버에 Parental Advisory 라벨이 있는 유일한 주다스 프리스트 스튜디오 음반이기도 하다.

## 배경
《Jugulator》에 대한 혼합된 긍정적인 반응에 이어, 밴드는 정확히 무엇이 잘못되었는지를 평가하기 위해 앞다퉈 노력했고, 팬들이 주다스 프리스트의 후면 카탈로그에 더 충실한 사운드를 선호한다고 결정했다. 결과적인 음반은 《Jugulator》 스타일의 리프, 80년대 주다스 프리스트에 대한 언급, 샘플, 다운튠 기타, 랩, 산업 스타일의 비트와 같은 누 메탈 추가의 혼합이 될 것이다. 표면적인 목적은 모든 가능한 팬들에게 무언가를 제공하는 것이었지만, 결국 이 음반은 대부분의 팬들에게 《Jugulator》보다 훨씬 낮은 평가를 받았고 결국 롭 핼퍼드와 "클래식" 라인업을 다시 만나게 될 것이다. 팀 오언스는 《Demolition》이 그 그룹과 함께 했던 그가 가장 좋아하는 음반이라고 말하며, 그것이 《Jugulator》보다 "더 나은 보컬과 더 많은 멜로디"를 가지고 있다고 주장했다.
2018년, 팀 오언스는 자신의 밴드 시대가 "지워졌다"고 느끼면서 이 음반과 이전 《Jugulator》를 재녹음하겠다고 약속했다. 롭 핼퍼드가 밴드에 다시 합류한 이후로, 비록 핼퍼드가 라이브로 곡을 연주하는 것을 꺼리지 않을 것이라고 말했음에도 불구하고, 두 음반의 곡들은 밴드의 콘서트 세트 목록에서 제외되었다.

## 곡 목록
| #   | 제목                | 작사·작곡             | 재생 시간 |
| --- | ------------------- | --------------------- | --------- |
| 1.  | 〈Machine Man〉     | 글렌 팁톤             | 5:35      |
| 2.  | 〈One on One〉      | K. K. 다우닝, 팁톤    | 6:44      |
| 3.  | 〈Hell Is Home〉    | 다우닝, 팁톤          | 6:18      |
| 4.  | 〈Jekyll and Hyde〉 | 팁톤                  | 3:19      |
| 5.  | 〈Close to You〉    | 다우닝, 팁톤          | 4:28      |
| 6.  | 〈Devil Digger〉    | 팁톤                  | 4:45      |
| 7.  | 〈Bloodsuckers〉    | 다우닝, 팁톤          | 6:18      |
| 8.  | 〈In Between〉      | 팁톤                  | 5:41      |
| 9.  | 〈Feed on Me〉      | 팁톤                  | 5:28      |
| 10. | 〈Subterfuge〉      | 팁톤, 크리스 샹그리디 | 5:12      |
| 11. | 〈Lost and Found〉  | 다우닝, 팁톤          | 4:57      |
| 12. | 〈Cyberface〉       | 팁톤, 스콧 트라비스   | 6:45      |
| 13. | 〈Metal Messiah〉   | 팁톤, 샹그리디        | 5:14      |